# Semaeopus catamompha
Semaeopus catamompha là một loài bướm đêm trong họ Geometridae.